# Мюллер, Валентин
Валентин Мюллер (нем. Valentin Müller; 7 февраля 1829 или 7 февраля 1830 или 14 февраля 1830, Мюнстер — 24 июля 1905, Зелисберг) — немецкий виолончелист.

## Биография
Учился в Мюнхенской консерватории у Йозефа Ментера, затем с 1848 г. в Брюссельской консерватории у Адриена Франсуа Серве. Некоторое время работал ассистентом в классе Серве. В 1858 г. перебрался в Париж, где занял пульт виолончели в струнном квартете Жан-Пьера Морена, заменив Александра Шевийяра. С 1868 г. жил и работал во Франкфурте-на-Майне как профессор Консерватории Хоха и виолончелист Квартета Музейного общества под руководством Хуго Хеермана, выступал также вместе с Кларой Шуман. 29 декабря 1882 г. участвовал в премьере Второго фортепианного трио Иоганнеса Брамса вместе с Хеерманом и автором.
В поздние годы жил в Риме, где участвовал в полулюбительских концертах Амолль-трио, вместе с филологом и музыковедом Фридрихом Шпиро (фортепиано) и его женой скрипачкой Ассией Шпиро.